# Kevin Harvick
Statistiques en NASCAR Cup Series
Dernière mise à jour : 22 novembre 2023 
Kevin Michael Harvick, surnommé « The Closer » et « Happy Harvick », est un pilote professionnel américain de NASCAR Cup Series né le 8 décembre 1975 à Bakersfield dans l'État de Californie aux États-Unis.
Il participe actuellement au programme complet de la NASCAR Cup Series au volant de la voiture Ford Mustang no 4 de l'écurie Stewart-Haas Racing.
Il commence sa carrière en NASCAR en 1992. Il a depuis remporté le championnat 2014 de la Cup Series, le championnat 2006 de l'Xfinity Series et le Daytona 500 en 2007.
Avec neuf victoires, il détient le record de victoires en Cup Series sur le Phoenix Raceway. Il est classé 3e au nombre de victoires (119) en NASCAR  derrière Richard Petty et Kyle Busch et 9e au nombre de victoires (58) en Cup Series.
Il le deuxième pilote en activité au nombre de courses disputées en Cup Series derrière Kurt Busch.  Il est le troisième des six pilotes ayant remporté un titre en Cup et en Xfinity Series. Il est également le cinquième des 36 pilotes à avoir remporté au moins une course dans les trois catégories de la NASCAR (Cup, Xfinity et Truck).
Harvick a été propriétaire de l'écurie Kevin Harvick Incorporated (en) qui a participé aux championnats de l'Xfinity (2004-2011) et de la Truck Series (2001-2011).

## Résultats

### NASCAR

#### Cup Series
| Légende  | Légende |
| -------- | --- |
| Gras     | Pole position décerné par temps de qualification.                                                                                         |
| Italique | Pole position gagnés par les points au classement ou du temps d'essais.                                                                   |
| *        | Plus grand nombre de tours menés. |
| 01       | Aucun point de championnat car inéligible pour le titre lors de cette saison (le pilote concourt pour le titre dans une autre catégorie). |
| Résultats en NASCAR Cup Series[1] | Résultats en NASCAR Cup Series[1] | Résultats en NASCAR Cup Series[1] | Résultats en NASCAR Cup Series[1] | Résultats en NASCAR Cup Series[1] | Résultats en NASCAR Cup Series[1] | Résultats en NASCAR Cup Series[1] | Résultats en NASCAR Cup Series[1] | Résultats en NASCAR Cup Series[1] | Résultats en NASCAR Cup Series[1] | Résultats en NASCAR Cup Series[1] | Résultats en NASCAR Cup Series[1] | Résultats en NASCAR Cup Series[1] | Résultats en NASCAR Cup Series[1] | Résultats en NASCAR Cup Series[1] | Résultats en NASCAR Cup Series[1] | Résultats en NASCAR Cup Series[1] | Résultats en NASCAR Cup Series[1] | Résultats en NASCAR Cup Series[1] | Résultats en NASCAR Cup Series[1] | Résultats en NASCAR Cup Series[1] | Résultats en NASCAR Cup Series[1] | Résultats en NASCAR Cup Series[1] | Résultats en NASCAR Cup Series[1] | Résultats en NASCAR Cup Series[1] | Résultats en NASCAR Cup Series[1] | Résultats en NASCAR Cup Series[1] | Résultats en NASCAR Cup Series[1] | Résultats en NASCAR Cup Series[1] | Résultats en NASCAR Cup Series[1] | Résultats en NASCAR Cup Series[1] | Résultats en NASCAR Cup Series[1] | Résultats en NASCAR Cup Series[1] | Résultats en NASCAR Cup Series[1] | Résultats en NASCAR Cup Series[1] | Résultats en NASCAR Cup Series[1] | Résultats en NASCAR Cup Series[1] | Résultats en NASCAR Cup Series[1] | Résultats en NASCAR Cup Series[1] | Résultats en NASCAR Cup Series[1] | Résultats en NASCAR Cup Series[1] | Résultats en NASCAR Cup Series[1] |
| --------------------------------- | --------------------------------- | --------------------------------- | --------------------------------- | --------------------------------- | --------------------------------- | --------------------------------- | --------------------------------- | --------------------------------- | --------------------------------- | --------------------------------- | --------------------------------- | --------------------------------- | --------------------------------- | --------------------------------- | --------------------------------- | --------------------------------- | --------------------------------- | --------------------------------- | --------------------------------- | --------------------------------- | --------------------------------- | --------------------------------- | --------------------------------- | --------------------------------- | --------------------------------- | --------------------------------- | --------------------------------- | --------------------------------- | --------------------------------- | --------------------------------- | --------------------------------- | --------------------------------- | --------------------------------- | --------------------------------- | --------------------------------- | --------------------------------- | --------------------------------- | --------------------------------- | --------------------------------- | --------------------------------- | --------------------------------- |
| Année                             | Équipe                            | No.                               | Constructeur                      | 1                                 | 2                                 | 3                                 | 4                                 | 5                                 | 6                                 | 7                                 | 8                                 | 9                                 | 10                                | 11                                | 12                                | 13                                | 14                                | 15                                | 16                                | 17                                | 18                                | 19                                | 20                                | 21                                | 22                                | 23                                | 24                                | 25                                | 26                                | 27                                | 28                                | 29                                | 30                                | 31                                | 32                                | 33                                | 34                                | 35                                | 36                                | Clas.                             | Pts                               |
| 2001                              | Richard Childress Racing          | 29                                | Chevrolet                         | DAY                               | CAR 14                            | LVS 8                             | ATL 1                             | DAR 14                            | BRI 24*                           | TEX 7                             | MAR 34                            | TAL 12                            | CAL 25                            | RCH 17                            | CLT 2                             | DOV 8                             | MCH 10                            | POC 15                            | SON 14                            | DAY 25                            | CHI 1*                            | NHA 8                             | POC 20                            | IND 11                            | GLN 7                             | MCH 41                            | BRI 2                             | DAR 8                             | RCH 2                             | DOV 6                             | KAN 16                            | CLT 8                             | MAR 22                            | TAL 32                            | PHO 17                            | CAR 27                            | HOM 7                             | ATL 3                             | NHA 26                            | 9e                                | 4406                              |
| 2002                              | Richard Childress Racing          | 29                                | Chevrolet                         | DAY 36                            | CAR 19                            | LVS 25                            | ATL 39                            | DAR 3                             | BRI 10                            | TEX 25                            | MAR                               | TAL 28                            | CAL 35                            | RCH 40                            | CLT 34                            | DOV 28                            | POC 39                            | MCH 27                            | SON 14                            | DAY 11                            | CHI 1                             | NHA 9                             | POC 6                             | IND 5                             | GLN 14                            | MCH 3                             | BRI 4                             | DAR 40                            | RCH 18                            | NHA 33                            | DOV 30                            | KAN 11                            | TAL 27                            | CLT 22                            | MAR 31                            | ATL 40                            | CAR 26                            | PHO 17                            | HOM 20                            | 21e                               | 3501                              |
| 2003                              | Richard Childress Racing          | 29                                | Chevrolet                         | DAY 4                             | CAR 25                            | LVS 13                            | ATL 19                            | DAR 36                            | BRI 7                             | TEX 15                            | TAL 2                             | MAR 16                            | CAL 29                            | RCH 6                             | CLT 13                            | DOV 27                            | POC 25                            | MCH 18                            | SON 3                             | DAY 9*                            | CHI 17                            | NHA 2                             | POC 12                            | IND 1                             | GLN 5                             | MCH 2                             | BRI 2                             | DAR 2                             | RCH 16                            | NHA 13                            | DOV 4*                            | TAL 7                             | KAN 6                             | CLT 10                            | MAR 7                             | ATL 20                            | PHO 34                            | CAR 15                            | HOM 2                             | 5e                                | 4770                              |
| 2004                              | Richard Childress Racing          | 29                                | Chevrolet                         | DAY 4                             | CAR 13                            | LVS 21                            | ATL 32                            | DAR 8                             | BRI 3                             | TEX 13                            | MAR 19                            | TAL 3                             | CAL 9                             | RCH 25                            | CLT 23                            | DOV 10                            | POC 20                            | MCH 17                            | SON 12                            | DAY 14                            | CHI 10                            | NHA 13                            | POC 32                            | IND 8                             | GLN 6                             | MCH 16                            | BRI 24                            | CAL 28                            | RCH 12                            | NHA 10                            | DOV 19                            | TAL 2                             | KAN 35                            | CLT 36                            | MAR 8                             | ATL 35                            | PHO 4                             | DAR 32                            | HOM 10                            | 14e                               | 4228                              |
| 2005                              | Richard Childress Racing          | 29                                | Chevrolet                         | DAY 28                            | CAL 6                             | LVS 5                             | ATL 21                            | BRI 1                             | MAR 32                            | TEX 13                            | PHO 19                            | TAL 12                            | DAR 14                            | RCH 5                             | CLT 14                            | DOV 25                            | POC 8                             | MCH 25                            | SON 37                            | DAY 24                            | CHI 19                            | NHA 22                            | POC 6                             | IND 19                            | GLN 15                            | MCH 22                            | BRI 37                            | CAL 14                            | RCH 10                            | NHA 10                            | DOV 19                            | TAL 10                            | KAN 24                            | CLT 28                            | MAR 15                            | ATL 22                            | TEX 16                            | PHO 23                            | HOM 8                             | 14e                               | 4072                              |
| 2006                              | Richard Childress Racing          | 29                                | Chevrolet                         | DAY 14                            | CAL 29                            | LVS 11                            | ATL 39                            | BRI 2                             | MAR 7                             | TEX 5                             | PHO 1                             | TAL 23                            | RCH 3*                            | DAR 37                            | CLT 34                            | DOV 3                             | POC 13                            | MCH 10                            | SON 24                            | DAY 9                             | CHI 4                             | NHA 5                             | POC 5                             | IND 3                             | GLN 1                             | MCH 11                            | BRI 11                            | CAL 15                            | RCH 1                             | NHA 1*                            | DOV 32                            | KAN 15                            | TAL 6                             | CLT 18                            | MAR 9                             | ATL 31                            | TEX 3                             | PHO 1*                            | HOM 5                             | 4e                                | 6397                              |
| 2007                              | Richard Childress Racing          | 29                                | Chevrolet                         | DAY 1                             | CAL 17                            | LVS 27                            | ATL 25                            | BRI 4                             | MAR 41                            | TEX 29                            | PHO 10                            | TAL 6                             | RCH 7                             | DAR 17                            | CLT 21                            | DOV 20                            | POC 11                            | MCH 7                             | SON 2                             | NHA 8                             | DAY 34                            | CHI 4                             | IND 7                             | POC 17                            | GLN 36                            | MCH 15                            | BRI 16                            | CAL 14                            | RCH 7                             | NHA 17                            | DOV 20                            | KAN 6                             | TAL 20                            | CLT 33                            | MAR 10                            | ATL 15                            | TEX 10                            | PHO 6                             | HOM 19                            | 10e                               | 6199                              |
| 2008                              | Richard Childress Racing          | 29                                | Chevrolet                         | DAY 14                            | CAL 8                             | LVS 4                             | ATL 7                             | BRI 2                             | MAR 12                            | TEX 11                            | PHO 19                            | TAL 24                            | RCH 8                             | DAR 39                            | CLT 14                            | DOV 38                            | POC 13                            | MCH 12                            | SON 30                            | NHA 14                            | DAY 12                            | CHI 3                             | IND 37                            | POC 4                             | GLN 6                             | MCH 8                             | BRI 4                             | CAL 4                             | RCH 7                             | NHA 10                            | DOV 6                             | KAN 6                             | TAL 20                            | CLT 13                            | MAR 7                             | ATL 13                            | TEX 7                             | PHO 7                             | HOM 2                             | 4e                                | 6408                              |
| 2009                              | Richard Childress Racing          | 29                                | Chevrolet                         | DAY 2                             | CAL 38                            | LVS 12                            | ATL 4                             | BRI 30                            | MAR 11                            | TEX 27                            | PHO 30                            | TAL 38                            | RCH 34                            | DAR 11                            | CLT 31                            | DOV 17                            | POC 24                            | MCH 18                            | SON 29                            | NHA 34                            | DAY 26                            | CHI 19                            | IND 6                             | POC 12                            | GLN 35                            | MCH 12                            | BRI 38                            | ATL 2                             | RCH 9                             | NHA 32                            | DOV 12                            | KAN 24                            | CAL 10                            | CLT 18                            | MAR 10                            | TAL 21                            | TEX 5                             | PHO 24                            | HOM 3                             | 19e                               | 3796                              |
| 2010                              | Richard Childress Racing          | 29                                | Chevrolet                         | DAY 7*                            | CAL 2                             | LVS 2                             | ATL 9                             | BRI 11                            | MAR 35                            | PHO 13                            | TEX 7                             | TAL 1                             | RCH 3                             | DAR 6                             | DOV 7                             | CLT 11                            | POC 4                             | MCH 19                            | SON 3                             | NHA 5                             | DAY 1*                            | CHI 34                            | IND 2                             | POC 4                             | GLN 11                            | MCH 1                             | BRI 14                            | ATL 33                            | RCH 9                             | NHA 5                             | DOV 15                            | KAN 3                             | CAL 7                             | CLT 8                             | MAR 3                             | TAL 2                             | TEX 6                             | PHO 6                             | HOM 3                             | 3e                                | 6581                              |
| 2011                              | Richard Childress Racing          | 29                                | Chevrolet                         | DAY 42                            | PHO 4                             | LVS 17                            | BRI 6                             | CAL 1                             | MAR 1                             | TEX 20                            | TAL 5                             | RCH 12                            | DAR 17                            | DOV 10                            | CLT 1                             | KAN 11                            | POC 5                             | MCH 14                            | SON 9                             | DAY 7                             | KEN 16                            | NHA 21                            | IND 11                            | POC 14                            | GLN 6                             | MCH 22                            | BRI 22                            | ATL 7                             | RCH 1*                            | CHI 2                             | NHA 12                            | DOV 10                            | KAN 6                             | CLT 6                             | TAL 32                            | MAR 4                             | TEX 13                            | PHO 19                            | HOM 8                             | 3e                                | 2345                              |
| 2012                              | Richard Childress Racing          | 29                                | Chevrolet                         | DAY 7                             | PHO 2*                            | LVS 11                            | BRI 11                            | CAL 4                             | MAR 19                            | TEX 9                             | KAN 6                             | RCH 19                            | TAL 25                            | DAR 16                            | CLT 8                             | DOV 2                             | POC 14                            | MCH 10                            | SON 16                            | KEN 11                            | DAY 23                            | NHA 8                             | IND 13                            | POC 17                            | GLN 15                            | MCH 16                            | BRI 15                            | ATL 5                             | RCH 10                            | CHI 12                            | NHA 11                            | DOV 13                            | TAL 11                            | CLT 16                            | KAN 11                            | MAR 32                            | TEX 9                             | PHO 1                             | HOM 8                             | 8e                                | 2321                              |
| 2013                              | Richard Childress Racing          | 29                                | Chevrolet                         | DAY 42                            | PHO 13                            | LVS 9                             | BRI 14                            | CAL 13                            | MAR 13                            | TEX 13                            | KAN 12                            | RCH 1                             | TAL 40                            | DAR 5                             | CLT 1                             | DOV 8                             | POC 9                             | MCH 2                             | SON 10                            | KEN 10                            | DAY 3                             | NHA 7                             | IND 19                            | POC 17                            | GLN 13                            | MCH 2                             | BRI 34                            | ATL 9                             | RCH 11                            | CHI 3                             | NHA 20                            | DOV 6                             | KAN 1*                            | CLT 6                             | TAL 12                            | MAR 6                             | TEX 8                             | PHO 1*                            | HOM 10                            | 3e                                | 2385                              |
| 2014                              | Stewart-Haas Racing               | 4                                 | Chevrolet                         | DAY 13                            | PHO 1*                            | LVS 41                            | BRI 39                            | CAL 36                            | MAR 7                             | TEX 42                            | DAR 1*                            | RCH 11                            | TAL 7                             | KAN 2*                            | CLT 2                             | DOV 17                            | POC 14                            | MCH 2*                            | SON 20                            | KEN 7                             | DAY 39                            | NHA 30                            | IND 8                             | POC 2                             | GLN 7                             | MCH 2                             | BRI 11                            | ATL 19*                           | RCH 5                             | CHI 5*                            | NHA 3*                            | DOV 13*                           | KAN 12                            | CLT 1*                            | TAL 9                             | MAR 33                            | TEX 2                             | PHO 1*                            | HOM 1                             | 1er                               | 5043                              |
| 2015                              | Stewart-Haas Racing               | 4                                 | Chevrolet                         | DAY 2                             | ATL 2*                            | LVS 1*                            | PHO 1*                            | CAL 2                             | MAR 8*                            | TEX 2                             | BRI 38*                           | RCH 2                             | TAL 8                             | KAN 2                             | CLT 9                             | DOV 2                             | POC 2                             | MCH 29*                           | SON 4                             | DAY 4                             | KEN 8                             | NHA 3                             | IND 3*                            | POC 42                            | GLN 3*                            | MCH 2                             | BRI 2                             | DAR 5                             | RCH 14                            | CHI 42                            | NHA 21*                           | DOV 1*                            | CLT 2                             | KAN 16                            | TAL 15                            | MAR 8                             | TEX 3                             | PHO 2*                            | HOM 2                             | 2e                                | 5042                              |
| 2016                              | Stewart-Haas Racing               | 4                                 | Chevrolet                         | DAY 4                             | ATL 6*                            | LVS 7                             | PHO 1*                            | CAL 2*                            | MAR 17                            | TEX 10                            | BRI 7                             | RCH 5                             | TAL 15                            | KAN 2                             | DOV 15*                           | CLT 2                             | POC 9                             | MCH 5                             | SON 6                             | DAY 39                            | KEN 9*                            | NHA 4                             | IND 6                             | POC 4                             | GLN 32                            | BRI 1                             | MCH 5                             | DAR 2*                            | RCH 5                             | CHI 20                            | NHA 1                             | DOV 37                            | CLT 38                            | KAN 1                             | TAL 7                             | MAR 20                            | TEX 6                             | PHO 4                             | HOM 3                             | 8e                                | 2389                              |
| 2017                              | Stewart-Haas Racing               | 4                                 | Ford                              | DAY 22*                           | ATL 9*                            | LVS 38                            | PHO 6                             | CAL 13                            | MAR 20                            | TEX 4                             | BRI 3                             | RCH 5                             | TAL 23                            | KAN 3                             | CLT 8                             | DOV 9                             | POC 2                             | MCH 14                            | SON 1                             | DAY 33                            | KEN 9                             | NHA 5                             | IND 6                             | POC 2                             | GLN 17                            | MCH 13                            | BRI 8                             | DAR 9                             | RCH 15                            | CHI 3                             | NHA 36                            | DOV 17                            | CLT 3*                            | TAL 20                            | KAN 8                             | MAR 5                             | TEX 1                             | PHO 5                             | HOM 4                             | 3e                                | 5033                              |
| 2018                              | Stewart-Haas Racing               | 4                                 | Ford                              | DAY 31                            | ATL 1*                            | LVS 1*                            | PHO 1                             | CAL 35                            | MAR 5                             | TEX 2                             | BRI 7                             | RCH 5                             | TAL 4                             | DOV 1*                            | KAN 1                             | CLT 40                            | POC 4*                            | MCH 2*                            | SON 2                             | CHI 3                             | DAY 19                            | KEN 5                             | NHA 1                             | POC 4                             | GLN 10                            | MCH 1*                            | BRI 10                            | DAR 4                             | IND 4                             | LVS 39                            | RCH 2                             | CLT 9                             | DOV 6*                            | TAL 28                            | KAN 12                            | MAR 10                            | TEX 1*                            | PHO 5                             | HOM 3                             | 3e                                | 5034                              |
| 2019                              | Stewart-Haas Racing               | 4                                 | Ford                              | DAY 26                            | ATL 4                             | LVS 4*                            | PHO 9                             | CAL 4                             | MAR 6                             | TEX 8                             | BRI 13                            | RCH 4                             | TAL 38                            | DOV 4                             | KAN 13*                           | CLT 10                            | POC 22                            | MCH 7                             | SON 6                             | CHI 14*                           | DAY 29                            | KEN 22                            | NHA 1                             | POC 6*                            | GLN 7                             | MCH 1                             | BRI 39                            | DAR 4                             | IND 1*                            | LVS 2                             | RCH 7                             | CLT 3                             | DOV 4                             | TAL 17                            | KAN 9                             | MAR 7                             | TEX 1*                            | PHO 5                             | HOM 4                             | 3e                                | 5033                              |
| 2020                              | Stewart-Haas Racing               | 4                                 | Ford                              | DAY 5                             | LVS 8*                            | CAL 9                             | PHO 2                             | DAR 1*                            | DAR 3                             | CLT 5                             | CLT 10*                           | BRI 11                            | ATL 1*                            | MAR 15                            | HOM 26                            | TAL 10                            | POC 1                             | POC 2                             | IND 1*                            | KEN 4                             | TEX 5                             | KAN 4                             | NHA 5                             | MCH 1*                            | MCH 1*                            | DAY 17                            | DOV 4                             | DOV 1*                            | DAY 20                            | DAR 1                             | RCH 7                             | BRI 1*                            | LVS 10                            | TAL 20                            | CLT 11                            | KAN 2*                            | TEX 16                            | MAR 17                            | PHO 7                             | 5e                                | 2410                              |
| 2021                              | Stewart-Haas Racing               | 4                                 | Ford                              | DAY 4                             | DAY 6                             | HOM 5                             | LVS 20                            | PHO 6                             | ATL 10                            | BRI 15                            | MAR 9                             | RCH 24                            | TAL 4                             | KAN 2                             | DAR 6                             | DOV 6                             | COA 37                            | CLT 10                            | SON 22                            | NSH 5                             | POC 8                             | POC 4                             | ROA 27                            | ATL 11                            | NHA 6*                            | GLN 8                             | IND 14                            | MCH 14                            | DAY 15                            | DAR 5                             | RCH 8                             | BRI 2                             | LVS 9                             | TAL 8*                            | CLT 33                            | TEX 5                             | KAN 3                             | MAR 12                            | PHO 8                             | 5e                                | 2361                              |
| 2022                              | Stewart-Haas Racing               | 4                                 | Ford                              | DAY 30                            | CAL 7                             | LVS 12                            | PHO 6                             | ATL 21                            | COA 11                            | RCH 2                             | MAR 14                            | BRI 34                            | TAL 10                            | DOV 9                             | DAR 4                             | KAN 15                            | CLT 3                             | GTW 33                            | SON 4                             | NSH 10                            | ROA 10                            | ATL 12                            | NHA 5                             | POC 27                            | IND 33                            | MCH 1*                            | RCH 1                             | GLN 12                            | DAY 20                            | DAR 33                            | KAN 36                            | BRI 10                            | TEX 19                            | TAL 29                            | CLT 2                             | LVS 12                            | HOM 8                             | MAR 16                            | PHO 5                             | 15e                               | 2026                              |
| 2023                              | Stewart-Haas Racing               | 4                                 | Ford                              | DAY 12                            | CAL 5                             | LVS 9                             | PHO 5                             | ATL 33                            | COA 13                            | RCH 5                             | BRD 9                             | MAR 20                            | TAL 21                            | DOV 19                            | KAN 11                            | DAR 2                             | CLT 11                            | GTW 10                            | SON 11                            | NSH 24                            | CSC 29                            | ATL 30                            | NHA 4                             | POC 4                             | RCH 10                            | MCH 8                             | IND 23                            | GLN 21                            | DAY 9                             | DAR 19                            | KAN 11                            | BRI 29                            | TEX 6                             | TAL 38                            | CLT 19                            | LVS 16                            | HOM 11                            | MAR 16                            | PHO 7                             | 13e                               | 2241                              |
| Résultats au Daytona 500 | Résultats au Daytona 500 | Résultats au Daytona 500 | Résultats au Daytona 500 | Résultats au Daytona 500 |
| ------------------------ | ------------------------ | ------------------------ | ------------------------ | ------------------------ |
| Année                    | L'équipe                 | Fabricant                | Position au              | Position au              |
| Année                    | L'équipe                 | Fabricant                | Départ                   | Arrivée                  |
| 2002                     | Richard Childress Racing | Chevrolet                | 2                        | 36                       |
| 2003                     | Richard Childress Racing | Chevrolet                | 31                       | 4                        |
| 2004                     | Richard Childress Racing | Chevrolet                | 10                       | 4                        |
| 2005                     | Richard Childress Racing | Chevrolet                | 30                       | 28                       |
| 2006                     | Richard Childress Racing | Chevrolet                | 28                       | 14                       |
| 2007                     | Richard Childress Racing | Chevrolet                | 34                       | 1                        |
| 2008                     | Richard Childress Racing | Chevrolet                | 16                       | 14                       |
| 2009                     | Richard Childress Racing | Chevrolet                | 32                       | 2                        |
| 2010                     | Richard Childress Racing | Chevrolet                | 5                        | 7*                       |
| 2011                     | Richard Childress Racing | Chevrolet                | 7                        | 42                       |
| 2012                     | Richard Childress Racing | Chevrolet                | 13                       | 7                        |
| 2013                     | Richard Childress Racing | Chevrolet                | 3                        | 42                       |
| 2014                     | Stewart-Haas Racing      | Chevrolet                | 38                       | 13                       |
| 2015                     | Stewart-Haas Racing      | Chevrolet                | 11                       | 2                        |
| 2016                     | Stewart-Haas Racing      | Chevrolet                | 9                        | 4                        |
| 2017                     | Stewart-Haas Racing      | Ford                     | 5                        | 22*                      |
| 2018                     | Stewart-Haas Racing      | Ford                     | 6                        | 31                       |
| 2019                     | Stewart-Haas Racing      | Ford                     | 3                        | 26                       |
| 2020                     | Stewart-Haas Racing      | Ford                     | 10                       | 5                        |
| 2021                     | Stewart-Haas Racing      | Ford                     | 8                        | 4                        |
| 2022                     | Stewart-Haas Racing      | Ford                     | 22                       | 30                       |
| 2023                     | Stewart-Haas Racing      | Ford                     | 13                       | 12                       |

#### Xfinity Series
| Légende  | |
| -------- | --- |
| Gras     | Pole position décerné par temps de qualification.                                                                                         |
| Italique | Pole position gagnés par les points au classement ou du temps d'essais.                                                                   |
| *        | Plus grand nombre de tours menés. |
| 01       | Aucun point de championnat car inéligible pour le titre lors de cette saison (le pilote concourt pour le titre dans une autre catégorie). |
| Résultats en NASCAR Xfinity Series | Résultats en NASCAR Xfinity Series               | Résultats en NASCAR Xfinity Series | Résultats en NASCAR Xfinity Series | Résultats en NASCAR Xfinity Series | Résultats en NASCAR Xfinity Series | Résultats en NASCAR Xfinity Series | Résultats en NASCAR Xfinity Series | Résultats en NASCAR Xfinity Series | Résultats en NASCAR Xfinity Series | Résultats en NASCAR Xfinity Series | Résultats en NASCAR Xfinity Series | Résultats en NASCAR Xfinity Series | Résultats en NASCAR Xfinity Series | Résultats en NASCAR Xfinity Series | Résultats en NASCAR Xfinity Series | Résultats en NASCAR Xfinity Series | Résultats en NASCAR Xfinity Series | Résultats en NASCAR Xfinity Series | Résultats en NASCAR Xfinity Series | Résultats en NASCAR Xfinity Series | Résultats en NASCAR Xfinity Series | Résultats en NASCAR Xfinity Series | Résultats en NASCAR Xfinity Series | Résultats en NASCAR Xfinity Series | Résultats en NASCAR Xfinity Series | Résultats en NASCAR Xfinity Series | Résultats en NASCAR Xfinity Series | Résultats en NASCAR Xfinity Series | Résultats en NASCAR Xfinity Series | Résultats en NASCAR Xfinity Series | Résultats en NASCAR Xfinity Series | Résultats en NASCAR Xfinity Series | Résultats en NASCAR Xfinity Series | Résultats en NASCAR Xfinity Series | Résultats en NASCAR Xfinity Series | Résultats en NASCAR Xfinity Series | Résultats en NASCAR Xfinity Series | Résultats en NASCAR Xfinity Series | Résultats en NASCAR Xfinity Series | Résultats en NASCAR Xfinity Series |
| ---------------------------------- | ------------------------------------------------ | ---------------------------------- | ---------------------------------- | ---------------------------------- | ---------------------------------- | ---------------------------------- | ---------------------------------- | ---------------------------------- | ---------------------------------- | ---------------------------------- | ---------------------------------- | ---------------------------------- | ---------------------------------- | ---------------------------------- | ---------------------------------- | ---------------------------------- | ---------------------------------- | ---------------------------------- | ---------------------------------- | ---------------------------------- | ---------------------------------- | ---------------------------------- | ---------------------------------- | ---------------------------------- | ---------------------------------- | ---------------------------------- | ---------------------------------- | ---------------------------------- | ---------------------------------- | ---------------------------------- | ---------------------------------- | ---------------------------------- | ---------------------------------- | ---------------------------------- | ---------------------------------- | ---------------------------------- | ---------------------------------- | ---------------------------------- | ---------------------------------- | ---------------------------------- |
| Année                              | Équipe                                           | No.                                | Constructeur                       | 1                                  | 2                                  | 3                                  | 4                                  | 5                                  | 6                                  | 7                                  | 8                                  | 9                                  | 10                                 | 11                                 | 12                                 | 13                                 | 14                                 | 15                                 | 16                                 | 17                                 | 18                                 | 19                                 | 20                                 | 21                                 | 22                                 | 23                                 | 24                                 | 25                                 | 26                                 | 27                                 | 28                                 | 29                                 | 30                                 | 31                                 | 32                                 | 33                                 | 34                                 | 35                                 | Clas.                              | Pts                                |
| 1999                               | Richard Childress Racing                         | 2                                  | Chevrolet                          | DAY                                | CAR                                | LVS                                | ATL                                | DAR                                | TEX                                | NSV                                | BRI                                | TAL                                | CAL                                | NHA                                | RCH                                | NZH                                | CLT                                | DOV                                | SBO                                | GLN                                | MLW                                | MYB                                | PPR                                | GTY                                | IRP                                | MCH                                | BRI                                | DAR DNQ                            | RCH                                | DOV                                | CLT                                | CAR 42                             | MEM                                | PHO                                | HOM                                |                                    |                                    |                                    | 134e                               | 37                                 |
| 2000                               | Richard Childress Racing                         | 2                                  | Chevrolet                          | DAY 5                              | CAR DNQ                            | LVS 13                             | ATL 34                             | DAR 15                             | BRI 26                             | TEX 9*                             | NSV 4                              | TAL 16                             | CAL 14                             | RCH 3                              | NHA 18                             | CLT 8                              | DOV 6*                             | SBO 8                              | MYB 2                              | GLN 3                              | MLW 11                             | NZH 17                             | PPR 11                             | GTY 1*                             | IRP 8                              | MCH 9                              | BRI 1*                             | DAR 10                             | RCH 20                             | DOV 22                             | CLT 24                             | CAR 10                             | MEM 1                              | PHO 27                             | HOM 22                             |                                    |                                    |                                    | 3e                                 | 4113                               |
| 2001                               | Richard Childress Racing                         | 2                                  | Chevrolet                          | DAY 2                              | CAR 2                              | LVS 12                             | ATL 8                              | DAR 8                              | BRI 7*                             | TEX 1*                             | NSH 7                              | TAL 40                             | CAL 5                              | RCH 5                              | NHA 2*                             | NZH 2*                             | CLT 26                             | DOV 3*                             | KEN 1*                             | MLW 4*                             | GLN 3                              | CHI 27                             | GTY 1*                             | PPR 3                              | IRP 1                              | MCH 2                              | BRI 1*                             | DAR 14                             | RCH 27                             | DOV 14                             | KAN 38                             | CLT 4                              | MEM 3                              | PHO 3                              | CAR 5                              | HOM 37*                            |                                    |                                    | 1er                                | 4813                               |
| 2002                               | Richard Childress Racing                         | 29                                 | Chevrolet                          | DAY                                | CAR                                | LVS                                | DAR                                | BRI 24                             | TEX 6                              | NSH                                | TAL                                | CAL                                | RCH                                | NHA                                | NZH                                | CLT                                | DOV                                | NSH                                | KEN                                | MLW                                | DAY                                | CHI                                | GTY                                | PPR                                | IRP                                | MCH                                | BRI 30                             | DAR                                | RCH                                | DOV                                | KAN                                | CLT                                | MEM                                | ATL                                | CAR                                | PHO 37                             | HOM                                |                                    | 64e                                | 376                                |
| 2003                               | Richard Childress Racing                         | 21                                 | Chevrolet                          | DAY 3                              | CAR 10                             | LVS 2*                             | DAR                                | BRI 1*                             | TEX                                | TAL                                | NSH                                | CAL 3*                             | RCH 1                              | GTY                                | NZH                                | CLT 9                              | DOV                                | NSH                                | KEN                                | MLW                                | DAY                                | CHI                                | NHA 2*                             | PPR                                | IRP                                | MCH 1                              | BRI 5*                             | DAR 5*                             | RCH 2                              | DOV 9                              |                                    | CLT 9                              | MEM                                | ATL 9                              | PHO 2                              | CAR 14                             | HOM 6                              |                                    | 16e                                | 3077                               |
| 2003                               | Richard Childress Racing                         | 29                                 | Chevrolet                          |                                    |                                    |                                    |                                    |                                    |                                    |                                    |                                    |                                    |                                    |                                    |                                    |                                    |                                    |                                    |                                    |                                    |                                    |                                    |                                    |                                    |                                    |                                    |                                    |                                    |                                    |                                    | KAN 2                              |                                    |                                    |                                    |                                    |                                    |                                    |                                    | 16e                                | 3077                               |
| 2004                               | Richard Childress Racing                         | 21                                 | Chevrolet                          | DAY 4                              | CAR 3                              | LVS 1                              | DAR 21                             | BRI 2                              | TEX                                | NSH                                | TAL                                | CAL 8                              | GTY                                | RCH 3                              | NZH                                | CLT 3                              | DOV 6                              | NSH                                | KEN                                | MLW                                | DAY 8                              | CHI 41                             | NHA 5                              | PPR                                | IRP                                | MCH 30                             | BRI 4                              | CAL 3                              | RCH 7                              | DOV 6                              | KAN                                | CLT 11                             | MEM                                |                                    | PHO 13                             | DAR 23                             |                                    |                                    | 20e                                | 3129                               |
| 2004                               | Richard Childress Racing                         | 29                                 | Chevrolet                          |                                    |                                    |                                    |                                    |                                    |                                    |                                    |                                    |                                    |                                    |                                    |                                    |                                    |                                    |                                    |                                    |                                    |                                    |                                    |                                    |                                    |                                    |                                    |                                    |                                    |                                    |                                    |                                    |                                    |                                    | ATL 15                             |                                    |                                    | HOM 1                              |                                    | 20e                                | 3129                               |
| 2005                               | Richard Childress Racing                         | 21                                 | Chevrolet                          | DAY 2                              | CAL 2                              | MXC 2                              | LVS 2                              | ATL                                | NSH                                |                                    |                                    | PHO 4                              | TAL 18                             | DAR                                | RCH 12                             | CLT 11                             | DOV 29*                            | NSH                                | KEN                                | MLW                                | DAY 2                              | CHI 1                              | NHA 8*                             | PPR                                | GTY                                | IRP                                | GLN                                | MCH 13                             | BRI 3                              | CAL                                | RCH 1*                             | DOV                                | KAN 4                              | CLT 24                             | MEM                                | TEX 1                              | PHO 4                              | HOM 4                              | 18e                                | 3259                               |
| 2005                               | Richard Childress Racing                         | 29                                 | Chevrolet                          |                                    |                                    |                                    |                                    |                                    |                                    | BRI 1                              | TEX                                |                                    |                                    |                                    |                                    |                                    |                                    |                                    |                                    |                                    |                                    |                                    |                                    |                                    |                                    |                                    |                                    |                                    |                                    |                                    |                                    |                                    |                                    |                                    |                                    |                                    |                                    |                                    | 18e                                | 3259                               |
| 2006                               | Richard Childress Racing                         | 29                                 | Chevrolet                          | DAY 5                              |                                    |                                    |                                    |                                    |                                    |                                    |                                    |                                    |                                    |                                    |                                    |                                    |                                    |                                    |                                    |                                    |                                    |                                    |                                    |                                    |                                    |                                    |                                    |                                    |                                    |                                    |                                    |                                    |                                    |                                    |                                    |                                    |                                    |                                    | 1er                                | 5648                               |
| 2006                               | Kevin Harvick Incorporated (en)                  | 33                                 | Chevrolet                          |                                    | CAL 8                              |                                    |                                    | ATL 11                             |                                    | TEX 8                              |                                    |                                    |                                    |                                    |                                    |                                    |                                    |                                    |                                    |                                    |                                    |                                    |                                    |                                    |                                    |                                    |                                    |                                    |                                    |                                    |                                    |                                    |                                    |                                    |                                    | CLT 9                              |                                    |                                    |                                    |                                    |
| 2006                               | Richard Childress Racing                         | 21                                 | Chevrolet                          |                                    |                                    | MXC 3                              | LVS 3*                             |                                    | BRI 2*                             |                                    | NSH 1                              | PHO 1                              | TAL 2                              | RCH 1                              | DAR 7                              | CLT 8                              | DOV 13                             | NSH 6                              | KEN 9                              | MLW 19                             | DAY 3                              | CHI 4                              | NHA 2                              | MAR 1*                             | GTY 5                              | IRP 1*                             | GLN 7                              | MCH 8                              | BRI 2                              | CAL 2                              | RCH 1*                             | DOV 3                              | KAN 1                              |                                    | MEM 1                              | TEX 1*                             | PHO 2                              | HOM 6                              | 1er                                | 5648                               |
| 2007                               | Richard Childress Racing                         | 21                                 | Chevrolet                          | DAY 1                              |                                    |                                    | LVS 4                              | ATL 5                              |                                    |                                    |                                    |                                    | TAL 10                             |                                    | DAR 10                             |                                    |                                    |                                    |                                    |                                    | NHA 1*                             | DAY 2                              | CHI 1                              | GTY                                | IRP                                | CGV 1                              | GLN 1*                             | MCH 3                              |                                    |                                    |                                    |                                    |                                    |                                    |                                    | TEX 1                              | PHO 5                              | HOM 16*                            | 4e                                 | 3993                               |
| 2007                               | Kevin Harvick Incorporated (en)                  | 33                                 | Chevrolet                          |                                    | CAL 6                              | MXC                                |                                    |                                    | BRI 8                              | NSH                                | TEX 11                             |                                    |                                    |                                    |                                    | CLT 12                             |                                    |                                    |                                    |                                    |                                    |                                    |                                    |                                    |                                    |                                    |                                    |                                    | BRI 16                             | CAL 7                              | RCH 24                             | DOV                                |                                    | CLT 10                             | MEM                                |                                    |                                    |                                    | 4e                                 | 3993                               |
| 2007                               | Kevin Harvick Incorporated (en)                  | 77                                 | Chevrolet                          |                                    |                                    |                                    |                                    |                                    |                                    |                                    |                                    | PHO 9                              |                                    | RCH 4                              |                                    |                                    | DOV 7                              | NSH                                | KEN                                | MLW                                |                                    |                                    |                                    |                                    |                                    |                                    |                                    |                                    |                                    |                                    |                                    |                                    | KAN 13                             |                                    |                                    |                                    |                                    |                                    | 4e                                 | 3993                               |
| 2008                               | Kevin Harvick Incorporated (en)                  | 33                                 | Chevrolet                          | DAY 21                             | CAL 3                              | LVS 4                              | ATL 2                              | BRI 7                              | NSH                                | TEX 34                             | PHO 4                              | MXC                                | TAL                                | RCH 2                              | DAR 13                             | CLT 19                             | DOV 17                             | NSH                                | KEN                                | MLW                                | NHA 4                              | DAY 12                             | CHI 18                             | GTY                                | IRP                                | CGV                                | GLN 4                              | MCH                                | BRI                                | CAL 11                             | RCH 8                              | DOV 28                             | KAN 13                             | CLT 6                              | MEM                                | TEX 29                             | PHO 3                              | HOM                                | 18e                                | 2936                               |
| 2009                               | Kevin Harvick Incorporated (en)                  | 33                                 | Chevrolet                          | DAY 11                             | CAL 2                              | LVS 29                             | BRI 1                              | TEX                                | NSH                                | PHO 5                              | TAL                                | RCH 5                              | DAR                                | CLT 23                             | DOV 13                             | NSH                                | KEN                                | MLW                                | NHA 5                              | DAY 10                             | CHI 5                              | GTY 17*                            | IRP                                | IOW 30                             | GLN 4                              | MCH 5                              | BRI 4*                             | CGV                                | ATL 1*                             | RCH 2                              | DOV                                | KAN 4                              | CAL 4                              | CLT                                | MEM                                | TEX 6                              | PHO 2                              | HOM                                | 15e                                | 3248                               |
| 2010                               | Kevin Harvick Incorporated (en)                  | 33                                 | Chevrolet                          | DAY 3                              | CAL 38                             | LVS 1*                             | BRI 5                              | NSH 1                              | PHO 2                              | TEX 5                              | TAL 3*                             | RCH 7                              | DAR 8                              | DOV 6                              | CLT 6                              | NSH                                | KEN                                | ROA                                | NHA 7                              | DAY 5                              | CHI 7                              | GTY 16                             | IRP                                | IOW 2                              | GLN 3                              | MCH 10                             | BRI                                | CGV                                | ATL 4                              | RCH 1*                             | DOV 5                              | KAN 4                              | CAL 3*                             | CLT 10                             | GTY                                | TEX 8                              | PHO 2                              | HOM 2                              | 6e                                 | 4389                               |
| 2011                               | Kevin Harvick Incorporated (en)                  | 33                                 | Chevrolet                          | DAY                                | PHO 3                              | LVS 28                             | BRI 6                              | CAL 3                              | TEX                                |                                    |                                    |                                    |                                    |                                    |                                    | CLT 16                             | CHI 13                             | MCH                                | ROA                                |                                    | KEN 2                              | NHA 2                              | NSH                                | IRP                                | IOW                                | GLN                                | CGV                                | BRI                                | ATL 4                              | RCH 20                             | CHI                                | DOV                                |                                    |                                    |                                    |                                    |                                    |                                    | 99e                                | 01                                 |
| 2011                               | Kevin Harvick Incorporated (en)                  | 4                                  | Chevrolet                          |                                    |                                    |                                    |                                    |                                    |                                    | TAL 39                             | NSH                                | RCH                                | DAR                                | DOV                                | IOW                                |                                    |                                    |                                    |                                    | DAY 18                             |                                    |                                    |                                    |                                    |                                    |                                    |                                    |                                    |                                    |                                    |                                    |                                    | KAN 6                              | CLT                                | TEX                                | PHO                                | HOM                                |                                    | 99e                                | 01                                 |
| 2012                               | Richard Childress Racing                         | 33                                 | Chevrolet                          | DAY                                | PHO 5*                             | LVS                                | BRI 9                              | CAL                                | TEX                                | RCH 3*                             | TAL 22                             | DAR                                | IOW                                | CLT 4*                             | DOV                                | MCH                                | ROA                                | KEN 3                              | DAY 28                             | NHA 2                              | CHI                                | IND                                | IOW                                | GLN                                | CGV                                | BRI 15*                            | ATL 3*                             | RCH 1*                             | CHI                                | KEN                                | DOV                                | CLT 2                              | KAN                                | TEX 1*                             | PHO                                | HOM                                |                                    |                                    | 101e                               | 01                                 |
| 2013                               | Richard Childress Racing                         | 33                                 | Chevrolet                          | DAY                                | PHO 33                             | LVS                                | BRI 5                              | CAL                                | TEX 5                              | RCH 2*                             | TAL                                | DAR                                | CLT 5                              | DOV                                | IOW                                | MCH                                | ROA                                | KEN                                | DAY                                | NHA                                | CHI                                | IND 5                              | IOW                                | GLN                                | MOH                                | BRI                                | ATL 1*                             | RCH                                | CHI 9                              | KEN                                | DOV 3                              | KAN                                | CLT 4                              | TEX                                | PHO 9                              | HOM                                |                                    |                                    | 94e                                | 01                                 |
| 2014                               | JR Motorsports (en)                              | 88                                 | Chevrolet                          | DAY                                | PHO 2                              | LVS                                |                                    |                                    |                                    |                                    |                                    |                                    |                                    |                                    |                                    |                                    |                                    |                                    |                                    |                                    |                                    |                                    |                                    |                                    |                                    |                                    |                                    |                                    |                                    |                                    |                                    |                                    |                                    |                                    |                                    |                                    |                                    |                                    | 79e                                | 01                                 |
| 2014                               | JR Motorsports (en)                              | 5                                  | Chevrolet                          |                                    |                                    |                                    | BRI 3                              | CAL 2                              | TEX 4*                             | DAR 7                              | RCH 1*                             | TAL                                | IOW                                | CLT 4                              | DOV                                | MCH                                | ROA                                | KEN 1                              | DAY                                | NHA                                | CHI                                | IND 4*                             | IOW                                | GLN                                | MOH                                | BRI 7                              | ATL 1*                             | RCH 3                              | CHI 1                              | KEN                                | DOV                                | KAN 2*                             | CLT                                | TEX 8                              | PHO                                | HOM                                |                                    |                                    | 79e                                | 01                                 |
| 2015                               | JR Motorsports (en)                              | 88                                 | Chevrolet                          | DAY                                | ATL 1*                             | LVS                                | PHO 3                              | CAL 1*                             | TEX                                | BRI 7                              | RCH 18                             | TAL                                | IOW                                | CLT 14                             | DOV                                | MCH 6                              | CHI                                | DAY                                | KEN                                | NHA                                | IND 6                              | IOW                                | GLN                                | MOH                                | BRI 8                              | ROA                                | DAR 4                              | RCH                                | CHI                                | KEN                                | DOV                                | CLT                                | KAN 15                             | TEX 2                              | PHO                                | HOM                                |                                    |                                    | 86e                                | 01                                 |
| 2016                               | JR Motorsports (en)                              | 88                                 | Chevrolet                          | DAY                                | ATL 12                             | LVS                                | PHO                                | CAL 6                              | TEX                                | BRI 8                              | RCH                                | TAL                                | DOV                                | CLT                                | POC                                | MCH                                | IOW                                | DAY                                | KEN                                | NHA                                | IND 2                              | IOW                                | GLN                                | MOH                                | BRI                                | ROA                                | DAR 35                             | RCH                                | CHI                                | KEN                                | DOV                                | CLT 7                              | KAN                                | TEX 3                              | PHO                                | HOM                                |                                    |                                    | 96e                                | 01                                 |
| 2017                               | Stewart-Haas Racing                              | 41                                 | Ford                               | DAY                                | ATL 4*                             | LVS                                | PHO                                | CAL                                | TEX 3                              | BRI                                | RCH                                | TAL                                | CLT 2                              | DOV                                | POC                                | MCH                                | IOW                                | DAY                                | KEN 4                              | NHA                                | IND                                | IOW                                | GLN 6                              | MOH                                | BRI                                | ROA                                | DAR 3                              | RCH                                | CHI                                | KEN                                | DOV                                | CLT                                | KAN                                | TEX                                | PHO                                | HOM                                |                                    |                                    | 96e                                | 01                                 |
| 2018                               | Stewart-Haas Racing + Biagi-DenBeste Racing (en) | 98                                 | Ford                               | DAY                                | ATL 1*                             | LVS                                | PHO                                | CAL                                | TEX 19                             | BRI                                | RCH                                | TAL                                | DOV                                | CLT                                | POC                                | MCH 8                              | IOW                                | CHI 2                              | DAY                                | KEN                                | NHA                                | IOW                                | GLN                                | MOH                                | BRI                                | ROA                                | DAR 29                             | IND                                | LVS                                | RCH                                | CLT                                | DOV                                | KAN                                | TEX                                | PHO                                | HOM                                |                                    |                                    | 86e                                | 01                                 |
| 2021                               | B. J. McLeod Motorsports (en)                    | 5                                  | Ford                               | DAY                                | DAY                                | HOM                                | LVS                                | PHO                                | ATL                                | MAR                                | TAL                                | DAR                                | DOV                                | COA 4                              | CLT                                | MOH                                | TEX                                | NSH                                | POC                                |                                    |                                    |                                    |                                    |                                    |                                    |                                    |                                    |                                    |                                    |                                    |                                    |                                    |                                    |                                    |                                    |                                    |                                    |                                    | 77e                                | 01                                 |
| 2021                               | B. J. McLeod Motorsports (en)                    | 99                                 | Ford                               |                                    |                                    |                                    |                                    |                                    |                                    |                                    |                                    |                                    |                                    |                                    |                                    |                                    |                                    |                                    |                                    | ROA 6                              | ATL                                | NHA                                | GLN                                | IND 33                             | MCH                                | DAY                                | DAR                                | RCH                                | BRI                                | LVS                                | TAL                                | CLT                                | TEX                                | KAN                                | MAR                                | PHO                                |                                    |                                    | 77e                                | 01                                 |

#### Truck Series
| Légende  | |
| -------- | --- |
| Gras     | Pole position décerné par temps de qualification.                                                                                         |
| Italique | Pole position gagnés par les points au classement ou du temps d'essais.                                                                   |
| *        | Plus grand nombre de tours menés. |
| 01       | Aucun point de championnat car inéligible pour le titre lors de cette saison (le pilote concourt pour le titre dans une autre catégorie). |
| DNQ      | Ne s'est pas qualifié. |
| Résultats en NASCAR Camping World Truck Series | Résultats en NASCAR Camping World Truck Series | Résultats en NASCAR Camping World Truck Series | Résultats en NASCAR Camping World Truck Series | Résultats en NASCAR Camping World Truck Series | Résultats en NASCAR Camping World Truck Series | Résultats en NASCAR Camping World Truck Series | Résultats en NASCAR Camping World Truck Series | Résultats en NASCAR Camping World Truck Series | Résultats en NASCAR Camping World Truck Series | Résultats en NASCAR Camping World Truck Series | Résultats en NASCAR Camping World Truck Series | Résultats en NASCAR Camping World Truck Series | Résultats en NASCAR Camping World Truck Series | Résultats en NASCAR Camping World Truck Series | Résultats en NASCAR Camping World Truck Series | Résultats en NASCAR Camping World Truck Series | Résultats en NASCAR Camping World Truck Series | Résultats en NASCAR Camping World Truck Series | Résultats en NASCAR Camping World Truck Series | Résultats en NASCAR Camping World Truck Series | Résultats en NASCAR Camping World Truck Series | Résultats en NASCAR Camping World Truck Series | Résultats en NASCAR Camping World Truck Series | Résultats en NASCAR Camping World Truck Series | Résultats en NASCAR Camping World Truck Series | Résultats en NASCAR Camping World Truck Series | Résultats en NASCAR Camping World Truck Series | Résultats en NASCAR Camping World Truck Series | Résultats en NASCAR Camping World Truck Series | Résultats en NASCAR Camping World Truck Series | Résultats en NASCAR Camping World Truck Series | Résultats en NASCAR Camping World Truck Series |
| ---------------------------------------------- | ---------------------------------------------- | ---------------------------------------------- | ---------------------------------------------- | ---------------------------------------------- | ---------------------------------------------- | ---------------------------------------------- | ---------------------------------------------- | ---------------------------------------------- | ---------------------------------------------- | ---------------------------------------------- | ---------------------------------------------- | ---------------------------------------------- | ---------------------------------------------- | ---------------------------------------------- | ---------------------------------------------- | ---------------------------------------------- | ---------------------------------------------- | ---------------------------------------------- | ---------------------------------------------- | ---------------------------------------------- | ---------------------------------------------- | ---------------------------------------------- | ---------------------------------------------- | ---------------------------------------------- | ---------------------------------------------- | ---------------------------------------------- | ---------------------------------------------- | ---------------------------------------------- | ---------------------------------------------- | ---------------------------------------------- | ---------------------------------------------- | ---------------------------------------------- |
| Année                                          | Équipe                                         | No.                                            | Constructeur                                   | 1                                              | 2                                              | 3                                              | 4                                              | 5                                              | 6                                              | 7                                              | 8                                              | 9                                              | 10                                             | 11                                             | 12                                             | 13                                             | 14                                             | 15                                             | 16                                             | 17                                             | 18                                             | 19                                             | 20                                             | 21                                             | 22                                             | 23                                             | 24                                             | 25                                             | 26                                             | 27                                             | Clas.                                          | Pts                                            |
| 1995                                           | Mike Harvick                                   | 72                                             | Chevrolet                                      | PHO                                            | TUS                                            | SGS                                            | MMR                                            | POR                                            | EVG                                            | I70                                            | LVL                                            | BRI                                            | MLW                                            | CNS                                            | HPT                                            | IRP                                            | FLM                                            | RCH                                            | MAR                                            | NWS                                            | SON                                            | MMR 27                                         | PHO DNQ                                        |                                                |                                                |                                                |                                                |                                                |                                                |                                                | 84e                                            | 101                                            |
| 1996                                           | Mike Harvick                                   | 72                                             | Chevrolet                                      | HOM                                            | PHO 35                                         | POR 31                                         | EVG 30                                         | TUS                                            | CNS                                            | HPT                                            | BRI                                            | NZH                                            | MLW                                            | LVL                                            | I70                                            | IRP                                            | FLM                                            | GLN                                            | NSV                                            | RCH                                            | NHA                                            | MAR                                            | NWS                                            | SON                                            | MMR 11                                         | PHO                                            | LVS                                            |                                                |                                                |                                                | 58e                                            | 331                                            |
| 1997                                           | Spears Motorsports (en)                        | 79                                             | Chevrolet                                      | WDW                                            | TUS 21                                         | HOM                                            | PHO                                            | POR                                            | EVG                                            | I70                                            | NHA                                            | TEX                                            | BRI                                            | NZH                                            | MLW                                            | LVL 11                                         |                                                |                                                |                                                |                                                |                                                |                                                |                                                |                                                |                                                |                                                |                                                |                                                |                                                |                                                | 26e                                            | 1355                                           |
| 1997                                           | Spears Motorsports (en)                        | 75                                             | Chevrolet                                      |                                                |                                                |                                                |                                                |                                                |                                                |                                                |                                                |                                                |                                                |                                                |                                                |                                                | CNS 20                                         | HPT 30                                         | IRP 23                                         | FLM 23                                         | NSV 16                                         | GLN 23                                         | RCH DNQ                                        | MAR                                            | SON 33                                         | MMR 8                                          | CAL 20                                         | PHO 34                                         | LVS 8                                          |                                                | 26e                                            | 1355                                           |
| 1998                                           | Spears Motorsports (en)                        | 75                                             | Chevrolet                                      | WDW 18                                         | HOM 13                                         | PHO 13                                         | POR 14                                         | EVG 31                                         | I70 26                                         | GLN 29                                         | TEX 4                                          | BRI 22                                         | MLW 11                                         | NZH 14                                         | CAL 30                                         | PPR 15                                         | IRP 11                                         | NHA 7                                          | FLM 9                                          | NSV                                            | HPT 5                                          | LVL 13                                         | RCH 25                                         | MEM 15                                         | GTY 11                                         | MAR 25                                         | SON 17                                         | MMR 5                                          | PHO 18                                         | LVS 20                                         | 17e                                            | 3004                                           |
| 1999                                           | Liberty Racing (en)                            | 98                                             | Ford                                           | HOM 27                                         | PHO 23                                         | EVG 9                                          | MMR 2                                          | MAR 10                                         | MEM 2*                                         | PPR 3                                          | I70 16                                         | BRI 6                                          | TEX 24                                         | PIR 20                                         | GLN 7                                          | MLW 17                                         | NSV 2                                          | NZH 25                                         | MCH 11                                         | NHA 15                                         | IRP 4                                          | GTY 27                                         | HPT 31                                         | RCH 22                                         | LVS 9                                          | LVL 4                                          | TEX 20                                         | CAL 15                                         |                                                |                                                | 12e                                            | 3139                                           |
| 2001                                           | Kevin Harvick Incorporated (en)                | 6                                              | Chevrolet                                      | DAY                                            | HOM                                            | MMR                                            | MAR                                            | GTY                                            | DAR                                            | PPR                                            | DOV                                            | TEX                                            | MEM                                            | MLW                                            | KAN                                            | KEN                                            | NHA                                            | IRP                                            | NSH                                            | CIC                                            | NZH                                            | RCH 2                                          | SBO                                            | TEX                                            | LVS                                            | PHO                                            | CAL                                            |                                                |                                                |                                                | 122e                                           | 0                                              |
| 2002                                           | Kevin Harvick Incorporated (en)                | 6                                              | Chevrolet                                      | DAY                                            | DAR 4                                          | MAR 29                                         | GTY                                            | PPR                                            | DOV                                            | TEX                                            | MEM                                            | MLW                                            | KAN                                            | KEN                                            | NHA 8*                                         | MCH                                            | IRP                                            | NSH                                            | RCH 2                                          | TEX                                            | SBO                                            | LVS                                            | CAL                                            | PHO 1*                                         | HOM                                            |                                                |                                                |                                                |                                                |                                                | 30e                                            | 748                                            |
| 2003                                           | Kevin Harvick Incorporated (en)                | 6                                              | Chevrolet                                      | DAY                                            | DAR 26                                         | MMR                                            | MAR 3                                          | CLT 5*                                         | DOV                                            | TEX                                            | MEM                                            | MLW 35                                         | KAN                                            | KEN                                            | GTW                                            | MCH                                            | IRP                                            | NSH                                            | BRI 10*                                        | RCH                                            | NHA                                            | CAL                                            | LVS                                            | SBO                                            | TEX                                            | MAR                                            | PHO 1*                                         | HOM                                            |                                                |                                                | 30e                                            | 807                                            |
| 2004                                           | Kevin Harvick Incorporated (en)                | 92                                             | Chevrolet                                      | DAY                                            | ATL                                            | MAR                                            | MFD                                            | CLT 4                                          | DOV                                            | TEX                                            | MEM                                            | MLW                                            | KAN                                            | KEN                                            | GTW                                            | MCH                                            | IRP                                            | NSH                                            | BRI 5                                          | RCH                                            | NHA                                            | LVS                                            | CAL                                            | TEX                                            | MAR                                            | PHO                                            | DAR                                            | HOM                                            |                                                |                                                | 53e                                            | 315                                            |
| 2005                                           | Kevin Harvick Incorporated (en)                | 92                                             | Chevrolet                                      | DAY                                            | CAL                                            | ATL                                            | MAR 12                                         | GTY                                            | MFD                                            | CLT                                            | DOV                                            | TEX                                            | MCH 4                                          | MLW                                            | KAN                                            | KEN                                            | MEM                                            | IRP                                            | NSH                                            | BRI                                            |                                                |                                                |                                                |                                                |                                                |                                                |                                                |                                                |                                                |                                                | 55e                                            | 335                                            |
| 2005                                           | Morgan-Dollar Motorsports (en)                 | 47                                             | Chevrolet                                      |                                                |                                                |                                                |                                                |                                                |                                                |                                                |                                                |                                                |                                                |                                                |                                                |                                                |                                                |                                                |                                                |                                                | RCH 3                                          | NHA                                            | LVS                                            | MAR                                            | ATL                                            | TEX                                            | PHO                                            | HOM                                            |                                                |                                                | 55e                                            | 335                                            |
| 2007                                           | Kevin Harvick Incorporated (en)                | 2                                              | Chevrolet                                      | DAY                                            | CAL 8                                          | ATL                                            | MAR 4                                          | KAN                                            | CLT 28                                         | MFD                                            | DOV                                            | TEX                                            | MCH 8                                          | MLW                                            | MEM                                            | KEN                                            | IRP                                            | NSH                                            | BRI                                            | GTW                                            | NHA                                            | LVS                                            | TAL                                            | MAR                                            | ATL                                            | TEX                                            | PHO 5                                          | HOM 4                                          |                                                |                                                | 36e                                            | 848                                            |
| 2008                                           | Kevin Harvick Incorporated (en)                | 2                                              | Chevrolet                                      | DAY                                            | CAL                                            | ATL                                            | MAR                                            | KAN                                            | CLT                                            | MFD                                            | DOV                                            | TEX                                            | MCH                                            | MLW                                            | MEM                                            | KEN                                            | IRP                                            | NSH                                            | BRI                                            | GTW                                            | NHA                                            | LVS                                            | TAL                                            | MAR 15                                         | ATL                                            | TEX                                            | PHO 1                                          | HOM 3                                          |                                                |                                                | 45e                                            | 478                                            |
| 2009                                           | Kevin Harvick Incorporated (en)                | 2                                              | Chevrolet                                      | DAY                                            | CAL                                            | ATL 2*                                         | MAR 1                                          | KAN                                            | CLT                                            | DOV                                            | TEX                                            | MCH                                            | MLW                                            | MEM                                            | KEN                                            | IRP                                            | NSH                                            | BRI                                            | CHI                                            | IOW                                            | GTW                                            | NHA 3                                          | LVS                                            |                                                |                                                |                                                |                                                |                                                |                                                |                                                | 27e                                            | 1085                                           |
| 2009                                           | Kevin Harvick Incorporated (en)                | 4                                              | Chevrolet                                      |                                                |                                                |                                                |                                                |                                                |                                                |                                                |                                                |                                                |                                                |                                                |                                                |                                                |                                                |                                                |                                                |                                                |                                                |                                                |                                                | MAR 5                                          | TAL                                            | TEX                                            | PHO 1*                                         | HOM 1*                                         |                                                |                                                | 27e                                            | 1085                                           |
| 2010                                           | Kevin Harvick Incorporated (en)                | 2                                              | Chevrolet                                      | DAY                                            | ATL 1*                                         | MAR 1*                                         | NSH 2                                          | KAN                                            | DOV                                            | CLT                                            | TEX                                            | MCH                                            | IOW                                            | GTY 1*                                         | IRP                                            | POC                                            | NSH                                            | DAR                                            | BRI                                            | CHI                                            | KEN                                            | NHA 3                                          | LVS                                            | MAR 15                                         | TAL                                            | TEX                                            | PHO                                            | HOM                                            |                                                |                                                | 27e                                            | 1048                                           |
| 2011                                           | Kevin Harvick Incorporated (en)                | 2                                              | Chevrolet                                      | DAY                                            | PHO                                            | DAR                                            | MAR 4                                          | NSH                                            | DOV 5                                          | CLT                                            | KAN                                            | TEX                                            | KEN                                            | IOW                                            | NSH                                            | IRP                                            | POC 1*                                         | MCH 1                                          | BRI 1*                                         | ATL                                            | CHI 2*                                         | NHA 3                                          | KEN                                            | LVS                                            | TAL                                            | MAR 6                                          | TEX 1*                                         | HOM 3                                          |                                                |                                                | 82e                                            | 01                                             |
| 2012                                           | Richard Childress Racing                       | 2                                              | Chevrolet                                      | DAY                                            | MAR 1*                                         | CAR                                            | KAN                                            | CLT                                            | DOV 3*                                         | TEX                                            | KEN                                            | IOW                                            | CHI                                            | POC                                            | MCH                                            | BRI                                            | ATL                                            | IOW                                            | KEN                                            | LVS                                            | TAL                                            | MAR 12*                                        | TEX                                            | PHO                                            | HOM                                            |                                                |                                                |                                                |                                                |                                                | 77e                                            | 01                                             |
| 2013                                           | NTS Motorsports (en)                           | 24                                             | Chevrolet                                      | DAY                                            | MAR 25                                         | CAR                                            | KAN                                            | CLT                                            | DOV                                            | TEX                                            | KEN                                            | IOW                                            | ELD                                            | POC                                            | MCH                                            | BRI                                            | MSP                                            | IOW                                            | CHI                                            | LVS                                            | TAL                                            |                                                |                                                |                                                |                                                |                                                |                                                |                                                |                                                |                                                | 107e                                           | 01                                             |
| 2013                                           | NTS Motorsports (en)                           | 14                                             | Chevrolet                                      |                                                |                                                |                                                |                                                |                                                |                                                |                                                |                                                |                                                |                                                |                                                |                                                |                                                |                                                |                                                |                                                |                                                |                                                | MAR 30                                         | TEX                                            | PHO                                            | HOM                                            |                                                |                                                |                                                |                                                |                                                | 107e                                           | 01                                             |
| 2015                                           | JR Motorsports (en)                            | 00                                             | Chevrolet                                      | DAY                                            | ATL                                            | MAR                                            | KAN                                            | CLT                                            | DOV                                            | TEX                                            | GTW                                            | IOW                                            | KEN                                            | ELD                                            | POC 2                                          | MCH                                            | BRI                                            | MSP                                            | CHI                                            | NHA                                            | LVS                                            | TAL                                            | MAR                                            | TEX                                            | PHO                                            | HOM                                            |                                                |                                                |                                                |                                                | 88e                                            | 01                                             |
| 2021                                           | David Gilliland Racing (en)                    | 17                                             | Ford                                           | DAY                                            | DAY                                            | LVS                                            | ATL                                            | BRI 15                                         | RCH                                            | KAN                                            | DAR                                            | COA                                            | CLT                                            | TEX                                            | NSH                                            | POC                                            | KNX                                            | GLN                                            | GTW                                            | DAR                                            | BRI                                            | LVS                                            | TAL                                            | MAR                                            | PHO                                            |                                                |                                                |                                                |                                                |                                                | 105e                                           | 01                                             |

#### K&N Pro Series West
| Résultats en NASCAR K&N Pro Series West[2] | Résultats en NASCAR K&N Pro Series West[2] | Résultats en NASCAR K&N Pro Series West[2] | Résultats en NASCAR K&N Pro Series West[2] | Résultats en NASCAR K&N Pro Series West[2] | Résultats en NASCAR K&N Pro Series West[2] | Résultats en NASCAR K&N Pro Series West[2] | Résultats en NASCAR K&N Pro Series West[2] | Résultats en NASCAR K&N Pro Series West[2] | Résultats en NASCAR K&N Pro Series West[2] | Résultats en NASCAR K&N Pro Series West[2] | Résultats en NASCAR K&N Pro Series West[2] | Résultats en NASCAR K&N Pro Series West[2] | Résultats en NASCAR K&N Pro Series West[2] | Résultats en NASCAR K&N Pro Series West[2] | Résultats en NASCAR K&N Pro Series West[2] | Résultats en NASCAR K&N Pro Series West[2] | Résultats en NASCAR K&N Pro Series West[2] | Résultats en NASCAR K&N Pro Series West[2] | Résultats en NASCAR K&N Pro Series West[2] | Résultats en NASCAR K&N Pro Series West[2] |
| ------------------------------------------ | ------------------------------------------ | ------------------------------------------ | ------------------------------------------ | ------------------------------------------ | ------------------------------------------ | ------------------------------------------ | ------------------------------------------ | ------------------------------------------ | ------------------------------------------ | ------------------------------------------ | ------------------------------------------ | ------------------------------------------ | ------------------------------------------ | ------------------------------------------ | ------------------------------------------ | ------------------------------------------ | ------------------------------------------ | ------------------------------------------ | ------------------------------------------ | ------------------------------------------ |
| Année                                      | Équipe                                     | No.                                        | Constructeur                               | 1                                          | 2                                          | 3                                          | 4                                          | 5                                          | 6                                          | 7                                          | 8                                          | 9                                          | 10                                         | 11                                         | 12                                         | 13                                         | 14                                         | 15                                         | Clas.                                      | Pts                                        |
| 1996                                       | Spears Motorsports (en)                    | 75                                         | Chevrolet                                  | TUS                                        | AMP                                        | MMR                                        | SON                                        | MAD                                        | POR                                        | TUS                                        | EVG                                        | CNS                                        | MAD                                        | MMR                                        | SON                                        | MMR                                        | PHO                                        | LVS 13                                     | 58e                                        | 124                                        |
| 1997                                       | Spears Motorsports (en)                    | 75                                         | Chevrolet                                  | TUS                                        | AMP                                        | SON                                        | TUS                                        | MMR 13                                     | LVS                                        | CAL                                        | EVG                                        | POR                                        | PPR                                        | AMP                                        | SON                                        | MMR 8                                      | LVS 8                                      |                                            | 31e                                        | 418                                        |
| 1998                                       | Spears Motorsports (en)                    | 75                                         | Chevrolet                                  | TUS 13                                     | LVS 1*                                     | PHO 2                                      | CAL 2                                      | HPT 4*                                     | MMR 21                                     | AMP 1                                      | POR 7                                      | CAL 1*                                     | PPR 1*                                     | EVG 3                                      | SON 1                                      | MMR 5                                      | LVS 3                                      |                                            | 1er                                        | 2315                                       |
| 1999                                       | Bernie Hilber Racing                       | 7                                          | Pontiac                                    | TUS                                        | LVS                                        | PHO                                        | CAL                                        | PPR                                        | MMR 3                                      | IRW                                        | EVG                                        | POR                                        | IRW                                        | RMR                                        | LVS                                        | MMR                                        | MOT                                        |                                            | 56e                                        | 165                                        |
| 2000                                       | Cain Motorsports                           | 71                                         | Chevrolet                                  | PHO                                        | MMR                                        | LVS                                        | CAL                                        | LAG                                        | IRW                                        | POR                                        | EVG                                        | IRW                                        | RMR                                        | MMR 18                                     | IRW                                        |                                            |                                            |                                            | 61e                                        | 109                                        |
| 2005                                       | Kevin Harvick Incorporated (en)            | 92                                         | Chevrolet                                  | PHO 18                                     | MMR                                        | PHO                                        | S99                                        | IRW                                        | EVG                                        | S99                                        | PPR                                        | CAL                                        | DCS                                        | CTS                                        | MMR                                        |                                            |                                            |                                            | 44e                                        | 134                                        |
| 2007                                       | Kevin Harvick Incorporated (en)            | 33                                         | Chevrolet                                  | CTS                                        | PHO                                        | AMP                                        | ELK                                        | IOW 1                                      | CNS                                        | SON                                        | DCS                                        | IRW                                        | MMP                                        | EVG                                        | CSR                                        | AMP                                        |                                            |                                            | 42e                                        | 190                                        |
| 2017                                       | Jefferson Pitts Racing (en)                | 4                                          | Ford                                       | TUS                                        | KCR                                        | IRW                                        | IRW                                        | SPO                                        | OSS                                        | CNS                                        | SON 1                                      | IOW                                        | EVG                                        | DCS                                        | MER                                        | AAS                                        | KCR                                        |                                            | 36e                                        | 47                                         |
| 2018                                       | Jefferson Pitts Racing (en)                | 4                                          | Ford                                       | KCR 4*                                     | TUS                                        | TUS                                        | OSS                                        | CNS                                        | SON                                        | DCS                                        | IOW                                        | EVG                                        | GTW                                        | LVS                                        | MER                                        | AAS                                        | KCR                                        |                                            | 31e                                        | 42                                         |

### ARCA Bondo/Mar-Hyde Series
| Résultats en ARCA Racing Series | Résultats en ARCA Racing Series | Résultats en ARCA Racing Series | Résultats en ARCA Racing Series | Résultats en ARCA Racing Series | Résultats en ARCA Racing Series | Résultats en ARCA Racing Series | Résultats en ARCA Racing Series | Résultats en ARCA Racing Series | Résultats en ARCA Racing Series | Résultats en ARCA Racing Series | Résultats en ARCA Racing Series | Résultats en ARCA Racing Series | Résultats en ARCA Racing Series | Résultats en ARCA Racing Series | Résultats en ARCA Racing Series | Résultats en ARCA Racing Series | Résultats en ARCA Racing Series | Résultats en ARCA Racing Series | Résultats en ARCA Racing Series | Résultats en ARCA Racing Series | Résultats en ARCA Racing Series | Résultats en ARCA Racing Series | Résultats en ARCA Racing Series | Résultats en ARCA Racing Series | Résultats en ARCA Racing Series | Résultats en ARCA Racing Series |
| ------------------------------- | ------------------------------- | ------------------------------- | ------------------------------- | ------------------------------- | ------------------------------- | ------------------------------- | ------------------------------- | ------------------------------- | ------------------------------- | ------------------------------- | ------------------------------- | ------------------------------- | ------------------------------- | ------------------------------- | ------------------------------- | ------------------------------- | ------------------------------- | ------------------------------- | ------------------------------- | ------------------------------- | ------------------------------- | ------------------------------- | ------------------------------- | ------------------------------- | ------------------------------- | ------------------------------- |
| Année                           | Équipe                          | No.                             | Constructeur                    | 1                               | 2                               | 3                               | 4                               | 5                               | 6                               | 7                               | 8                               | 9                               | 10                              | 11                              | 12                              | 13                              | 14                              | 15                              | 16                              | 17                              | 18                              | 19                              | 20                              | 21                              | Clas.                           | Pts                             |
| 1999                            | Richard Childress Racing        | 20                              | Chevrolet                       | DAY                             | ATL                             | SLM                             | AND                             | CLT                             | MCH                             | POC                             | TOL                             | SBS                             | BLN                             | POC                             | KIL                             | FRS                             | FLM                             | ISF                             | WIN                             | DSF                             | SLM                             | CLT 2                           | TAL 3                           | ATL                             | 61e                             | 435                             |

### 24 Heures de Daytona
| Résultats aux 24 Heures de Daytona | Résultats aux 24 Heures de Daytona | Résultats aux 24 Heures de Daytona         | Résultats aux 24 Heures de Daytona | Résultats aux 24 Heures de Daytona | Résultats aux 24 Heures de Daytona | Résultats aux 24 Heures de Daytona | Résultats aux 24 Heures de Daytona | Résultats aux 24 Heures de Daytona |
| ---------------------------------- | ---------------------------------- | ------------------------------------------ | ---------------------------------- | ---------------------------------- | ---------------------------------- | ---------------------------------- | ---------------------------------- | ---------------------------------- |
| Saison                             | Écurie                             | Copilotes                                  | Voiture                            | Catégorie                          | N°                                 | Tours                              | Classement global                  | Classement dans la catégorie       |
| 24 Heures de Daytona 2002          | Flis Motorsports (en)              | Rick Carelli John Metcalf Davy Lee Liniger | Chevrolet Corvette                 | AGT                                | 90                                 | 123                                | 69e DNF                            | 8e DNF[3]                          |

### International Race of Champions
| Résultats en International Race of Champions | Résultats en International Race of Champions | Résultats en International Race of Champions | Résultats en International Race of Champions | Résultats en International Race of Champions | Résultats en International Race of Champions | Résultats en International Race of Champions | Résultats en International Race of Champions |
| -------------------------------------------- | -------------------------------------------- | -------------------------------------------- | -------------------------------------------- | -------------------------------------------- | -------------------------------------------- | -------------------------------------------- | -------------------------------------------- |
| Année                                        | Constructeur                                 | 1                                            | 2                                            | 3                                            | 4                                            | Clas.                                        | Pts                                          |
| 2002                                         | Pontiac                                      | DAY 9                                        | CAL 1*                                       | CHI 4                                        | IND 5                                        | 1er                                          | 54[4]                                        |
| 2003                                         | Pontiac                                      | DAY 7                                        | TAL 6                                        | CHI 4                                        | IND 2                                        | 5e                                           | 48[5]                                        |
| 2004                                         | Pontiac                                      | DAY 7                                        | TEX 2                                        | RCH 5                                        | ATL 7*                                       | 3e                                           | 55[6]                                        |

### Superstar Racing Experience
| Résultats en Superstar Racing Experience (en) | Résultats en Superstar Racing Experience (en) | Résultats en Superstar Racing Experience (en) | Résultats en Superstar Racing Experience (en) | Résultats en Superstar Racing Experience (en) | Résultats en Superstar Racing Experience (en) | Résultats en Superstar Racing Experience (en) | Résultats en Superstar Racing Experience (en) | Résultats en Superstar Racing Experience (en) | Résultats en Superstar Racing Experience (en) |
| --------------------------------------------- | --------------------------------------------- | --------------------------------------------- | --------------------------------------------- | --------------------------------------------- | --------------------------------------------- | --------------------------------------------- | --------------------------------------------- | --------------------------------------------- | --------------------------------------------- |
| Année                                         | N°                                            | 1                                             | 2                                             | 3                                             | 4                                             | 5                                             | 6                                             | Clas.                                         | Pts                                           |
| 2023                                          | 4                                             | STA I 12                                      | STA II                                        | MMS (en)                                      | BER (en) 10                                   | ELD (en)                                      | LOS (en)                                      | 20e                                           | 01                                            |